# Берновское сельское поселение
Берно́вское се́льское поселе́ние — муниципальное образование в составе Старицкого района Тверской области. На территории поселения находятся 26 населённых пунктов.
Центр поселения — деревня Берново.
Образовано в 2005 году, включило в себя территории Берновского и Дарьинского сельских округов.

## Географические данные
- Общая площадь: 253,2 км²
- Расположение: северная часть Старицкого района
  - Граничит:
    - на севере — с Торжокским районом, Страшевичское СП и Богатьковское СП
    - на востоке — с Торжокским районом, Высоковское СП и Ладьинское СП
    - на юго-востоке — с СП «Паньково»
    - на юге — с СП «станция Старица»
    - на западе — с СП «Луковниково»

По территории поселения с запада на восток протекает река Тьма, приток Волги. Другие реки — притоки Тьмы Нашига, Озерня, Малиновка, Крушавка и приток Волги Холохольня.
Поселение пересекает автодорога «Торжок — Высокое — Берново — Старица». На востоке поселения (по границе) проходит железная дорога «Торжок — Ржев».

## История
В XVI—XVII веке территория поселения лежала на границе Ржевского, Старицкого и Новоторжского уездов. В составе Ржевского уезда существовала Берновская волость.

С образованием губерний территория поселения входит в Тверскую провинцию Санкт-Петербургской, затем (с 1727 года), Новгородской губернии. С образованием в 1796 году Тверской губернии территория поселения вошла в Старицкий уезд.

После ликвидации губерний в 1929 году территория вошла в Западную область и была разделена между двумя районами — Высоковским (бывший Берновский сельский округ) и Луковниковским (бывший Дарьинский сельский округ). В 1935 году эти районы вошли в состав Калининской области. Луковниковский район ликвидирован в 1960 году, а Высоковский в 1963 году, с этого времени территория поселения входит в Старицкий район.
В XIX — начале XX века большинство деревень поселения относились к Берновской и Павликовской волостям Старицкого уезда.

## Население
| 2008  | 2010  | 2011  | 2012  | 2013  | 2014  | 2015  |
| ----- | ----- | ----- | ----- | ----- | ----- | ----- |
| 1366  | ↘1289 | ↘1284 | ↘1277 | ↘1266 | ↘1261 | ↘1238 |
| 2016  | 2017  | 2018  | 2019  | 2020  | 2021  |       |
| ↗1241 | ↘1210 | ↘1175 | ↘1142 | ↗1154 | ↘1091 |       |

## Состав сельского поселения
На территории поселения находятся следующие населённые пункты:
| №  | Населённый пункт  | Тип населённого пункта          | Население |
| -- | ----------------- | ------------------------------- | --------- |
| 1  | Анцинориха        | деревня                         | ↗5        |
| 2  | Берново           | деревня, административный центр | ↘562      |
| 3  | Глазуново         | деревня                         | ↗18       |
| 4  | Дарьино           | деревня                         | ↘132      |
| 5  | Дмитрово          | деревня                         | ↗46       |
| 6  | Заречье           | деревня                         | ↘212      |
| 7  | Иовлево           | деревня                         | ↘9        |
| 8  | Климово           | деревня                         | ↘5        |
| 9  | Кожевниково       | деревня                         | ↘1        |
| 10 | Корневки          | деревня                         | ↗1        |
| 11 | Коськово          | деревня                         | ↘1        |
| 12 | Крутцы            | деревня                         | ↘92       |
| 13 | Кузнецовка        | деревня                         | ↗136      |
| 14 | Курово-Покровское | деревня                         | ↗15       |
| 15 | Малинники         | деревня                         | ↘1        |
| 16 | Мосеево           | деревня                         | ↘0        |
| 17 | Неверово          | деревня                         | ↘6        |
| 18 | Негодяиха         | деревня                         | ↘0        |
| 19 | Овсяники          | деревня                         | →0        |
| 20 | Павловское        | деревня                         | ↗11       |
| 21 | Подсосенье        | деревня                         | ↘9        |
| 22 | Сенчуково         | деревня                         | ↘1        |
| 23 | Сергино           | деревня                         | ↘0        |
| 24 | Соколово          | деревня                         | ↗12       |
| 25 | Тепляшино         | деревня                         | →0        |
| 26 | Щелкачево         | деревня                         | →5        |

## Экономика
В Советское время основные сельхозпредприятия — колхозы «Берново», им. Пушкина, им. Крупской.

## Люди, связанные с поселением
В деревне Крутцы родился Герой Советского Союза Василий Александрович Доронин.

## Достопримечательности
В селе Берново — усадьба дворянского рода Вульфов, регулярный и пейзажный парки. В помещении усадьбы с 1971 года работает музей А. С. Пушкина, который неоднократно посещал усадьбу.